# Phorbia hadyensis
Phorbia hadyensis är en tvåvingeart som beskrevs av Ackland 1993. Phorbia hadyensis ingår i släktet Phorbia och familjen blomsterflugor.
Artens utbredningsområde är Tjeckien. Inga underarter finns listade i Catalogue of Life.